# قرابادین
قرابادین (عربی شدهٔ واژه یونانی graphidion)، یا داروسازی یکی از مباحث اصلی در پزشکی سنتی است. لزوم داروسازی زمانی بیشتر احساس می‌شود، که داروی تکی نتواند بیماری را معالجه نماید، یا شخصی چند بیماری داشته باشد. در این صورت ممکن است یک داروی ساده نتواند بیمار را معالجه نماید. البته اگر یک داروی تکی پیدا شود که به تمامی نیازهای بیمار پاسخ دهد و بیمار و بیمارها را کفایت نماید، بهتر است با همان داروی تکی معالجه گردد و از بکار بردن داروهای مرکب پرهیز شود.
‍‍‌‌
هو علم مرکبات العقاقیر و بیان کیفیة ترکیبها.

## نام داروها
داروهای مرکب با نام‌های:
۱- معجون  ۲- گوارشی  ۳- شراب  ۴- رب  ۵- قرص  ۶- شیاف چشمی  ۷- سرمه  ۸- ایارج  ۹- کفلمه  ۱۰- تریاق  ۱۱- حبّ  ۱۲- مفرح  ۱۳- سنون  ۱۴- لعوق  ۱۵- مربا  ۱۶- مرهم ۱۷- غرغره  ۱۸- طبیخ  ۱۹- ماءالاصول  ۲۰- قی‌آور  ۲۱- مسکن  ۲۲- روغن  ۲۳- شیاف مقعدی  ۲۴- شیاف مهبلی ۲۵- اطریفل
عرضه می‌شوند.

## تدبیر داروها
اصلاح طعم
شاید داروی ساده و تکی، نیاز پزشک را در خصوص درمان بیمار برآورده می‌کند. اما مزه دارو طوری است که طبیعت آن را برنمی‌تابد، و معده از قبول آن اجتناب می‌نماید. ترکیب داروهای دیگری که هم کمک کار داروی اصلی باشد، و هم باعث اصلاح مزه آن گردد، لازم و ضروری است.
بدرقه دارو تا اندام هدف
در بحث داروسازی پزشکی سنتی، رسیدن دارو به اندام هدف بایسته است. چون اگر این امر محقق نگردد و دارو قبل از رسیدن به اندام در اثر هضم و مخلوط شدن با غذا و ... اثر خود را از دست بدهد، دیگر تأثیر مورد نیاز را نخواهد داشت. از این جهت لزوم داروهای مرکب، داروهایی که داروی اصلی را تا اندام هدف بدرقه نماید، بسیار حایز اهمیت است.
سرعت عمل در تأثیر
داروهای تکی و ساده‌ای هستند که انتظار پزشک را در درمان برآورد می‌کنند ولی در رسیدن به اندام هدف تاخیر دارند. برای مثال: قرص کافور که برای حرارت مزاج قلب تجویز می‌شود، در رسیدن به اندام هدف تاخیر دارد. زعفران کار سرعت بخشیدن به قرص کافور را انجام می‌دهد، و همین که قرص کافور به قلب رسید، زعفران از او جدا می‌شود.
کاهش سرعت سیر دارو برای کفایت تأثیر
داروهایی هستند که در تأثیربخشی و درمان بیماری، مؤثر و کافی هستند، ولی بسیار تند و تیز عمل می‌منند و فوراً از محل اندام هدف عبور کرده و فاصله می‌گیرند. باید برای تأثیردهی مطلوب این داروها، از سرعت آن‌ها کاسته شود. اکثر داروهای بازکننده انسدادها این چنین هستند و سرعت زیادی دارند. برای این مورد می‌توان تخم ترب را در داروهای بازکننده انسداد کبدی مثال آورد. تخم ترب باعث تاخیر داروی ضد انسدادی در مبد شده و در این تاخیر، دارو کارش را در کبد انجام خواهد داد.
و
.
.
.
با افزودن داروی دوم، مزاج دارو از حالت اول خارج شده و بحث مزاج مرکب بروز می‌کند.
مزاج مرکب
برای بدست آوردن مزاج مرکب دارویی که از زنجبیل که در دویم گرم و خشک است و کندر که در سیم گرم و خشک است و بنفشه که در دویم سرد و تر است، بدین صورت عمل می‌کنیم:
مجموع درجات گرمی و سردی و شربت‌ها (واحد میزان مصرف) هر یم از اجزاء را جداگانه بدست آورده بعد با جمع آن‌ها مجموع کلی حاصل می‌شود. این مجموع کلی را از بزرگترین عدد بدست آمده تکی کسر کرده و بر قدر شربت‌ها تقسیم می‌نماییم، حاصل مزاج مرکب خواهد بود.

## تالیفات
در طول سال‌ها تألیفات زیادی در این بخش صورت گرفته‌است. مشهورترین آن‌ها عبارتند از:
1. قرابادین اعظم و اکمل - تالیف حکیم محمد اعظم خان
2. قرابادین جالینوس
3. قرابادین سقراط
4. قرابادین شاپور بن سهل - شاپور بن سهل
5. قرابادین شفایی - تألیف مظفر بن محمد الحسینی شفایی
6. قرابادین صالحی - تألیف صالح بن محمد قاینی هروی
7. قرابادین قادری - تألیف میر محمد اکبر ارزانی
8. قرابادین کبیر - تألیف عقیلی خراسانی
9. قرابادین معصومی - تألیف معصوم بن کریم‌الدین طبیب شوشتری شیرازی
10. قرابادین منصوری - تألیف منصور بن محمد فقیه
11. قرابادین سمرقندی - تألیف نجیب‌الدین محمد بن علی سمرقندی
12. قرابادین اعظم و  اکمل - تالیف اعظم خان چشتی

و ... .